# Giuseppe Colaianni
Giuseppe Colaianni, noto anche come Pino (2 gennaio 1945), è un lottatore allenatore di lotta italiano, specializzato nella lotta greco-romana.

## Biografia
La sua squadra di club fu la Società Ginnastica Angiulli. Venne allenato da Mario Bisignani. Gareggiò nei pesi mosca e nei pesi gallo.
Fu nove volte campione italiano assoluto di lotta greco-romana; la prima volta nel 1967 e l'ultima nel 1982.
Rappresentò l'Italia gli europei di Modena 1969 dove si classificò quinto.
Dopo il ritiro dall'attività agonistica è divenuto allenatore. È stato Commissario tecnico Regionale. Nel 2014 il CONI gli ha conferito la palma d'argento al valore tecnico.

## Palmarès
- Campionati italiani assoluti di lotta greco-romana: 9

1967, 1968, 1970, 1972, 1973, 1975, 1980, 1981, 1982

## Riconoscimenti
- Palma d'argento CONI (2014)[1]
- Palma di bronzo CONI (2006)[1]
- Medaglia di bronzo CONI (1968)[1]